# Iulian Matache
Iulian Matache, né le 27 février 1972, est un homme politique roumain.
De juillet à novembre 2015, il est ministre des Transports dans le gouvernement Ponta IV.